# Ail des jardins
Allium oleraceum
Pour les articles homonymes, voir Ail.
Espèce
Classification APG III (2009)
Statut de conservation UICN

 LC  : Préoccupation mineure
 Europe, France 
L'Ail des jardins ou ail des champs (Allium oleraceum) est une espèce de plantes à fleurs de la famille des Liliaceae. C'est une plante herbacée vivace trouvée en Eurasie.

## Description

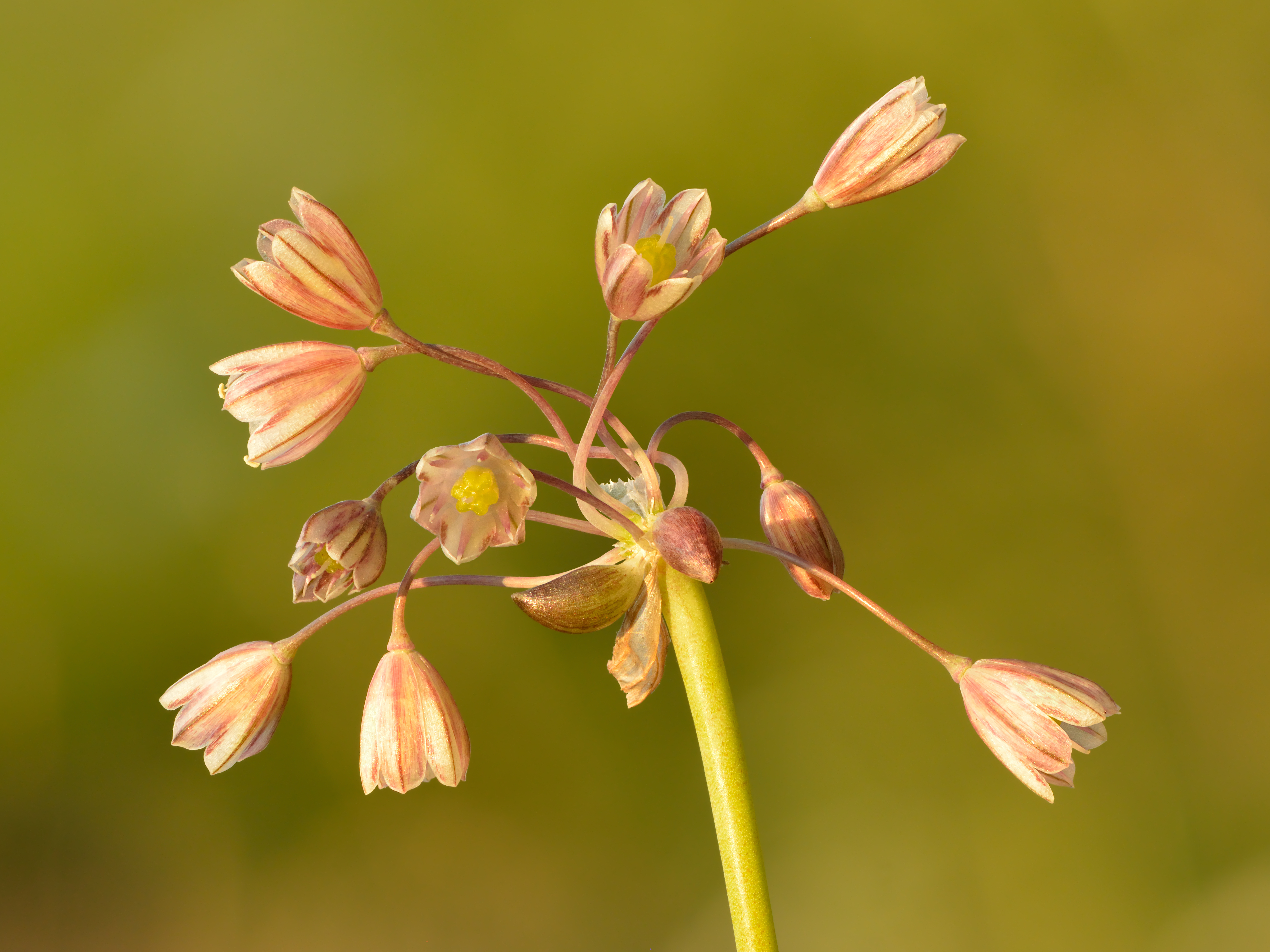
Inflorescence d'ail des jardins à Keila en Estonie.

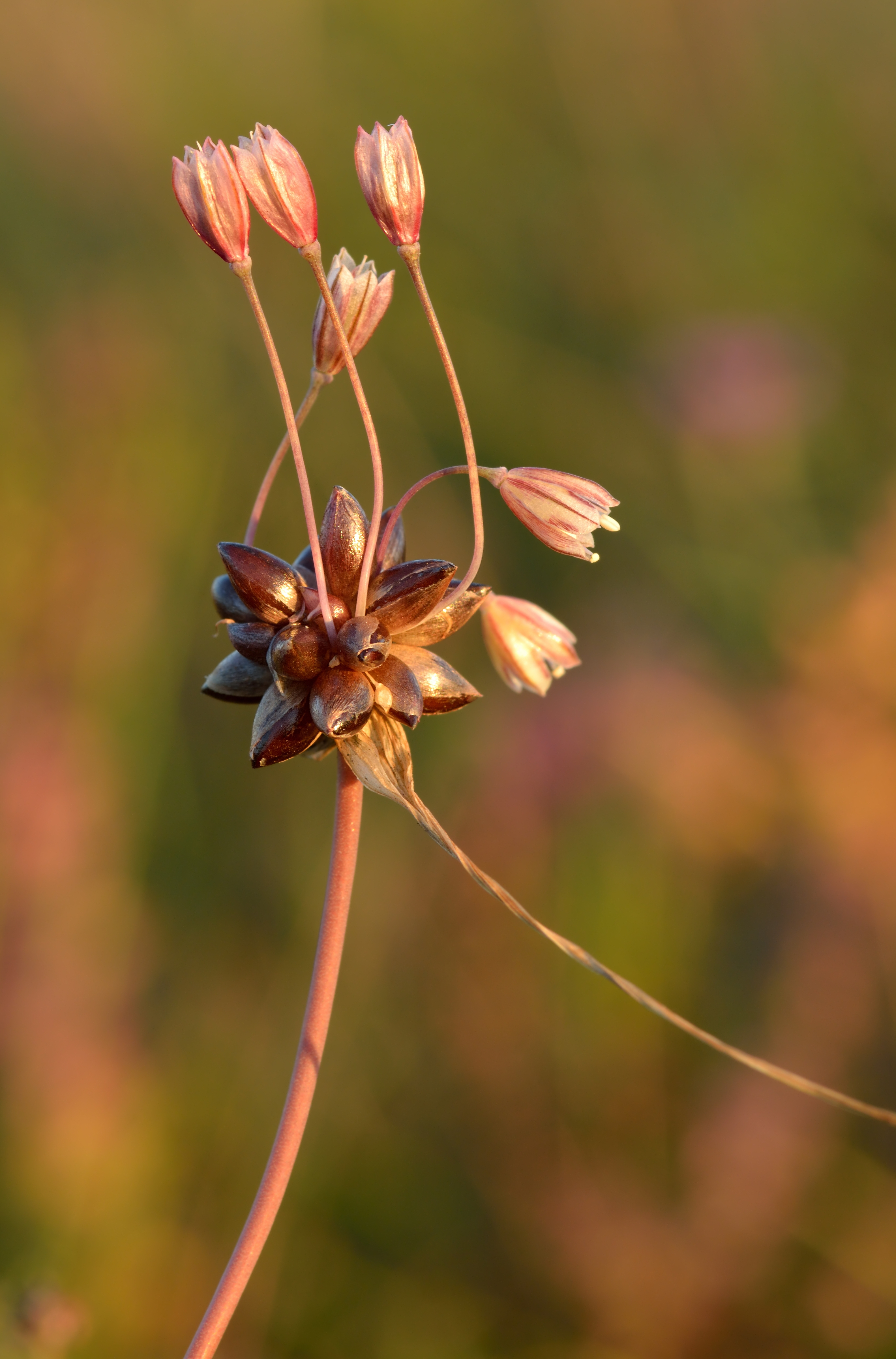

C'est une plante à bulbe à tige solitaire.

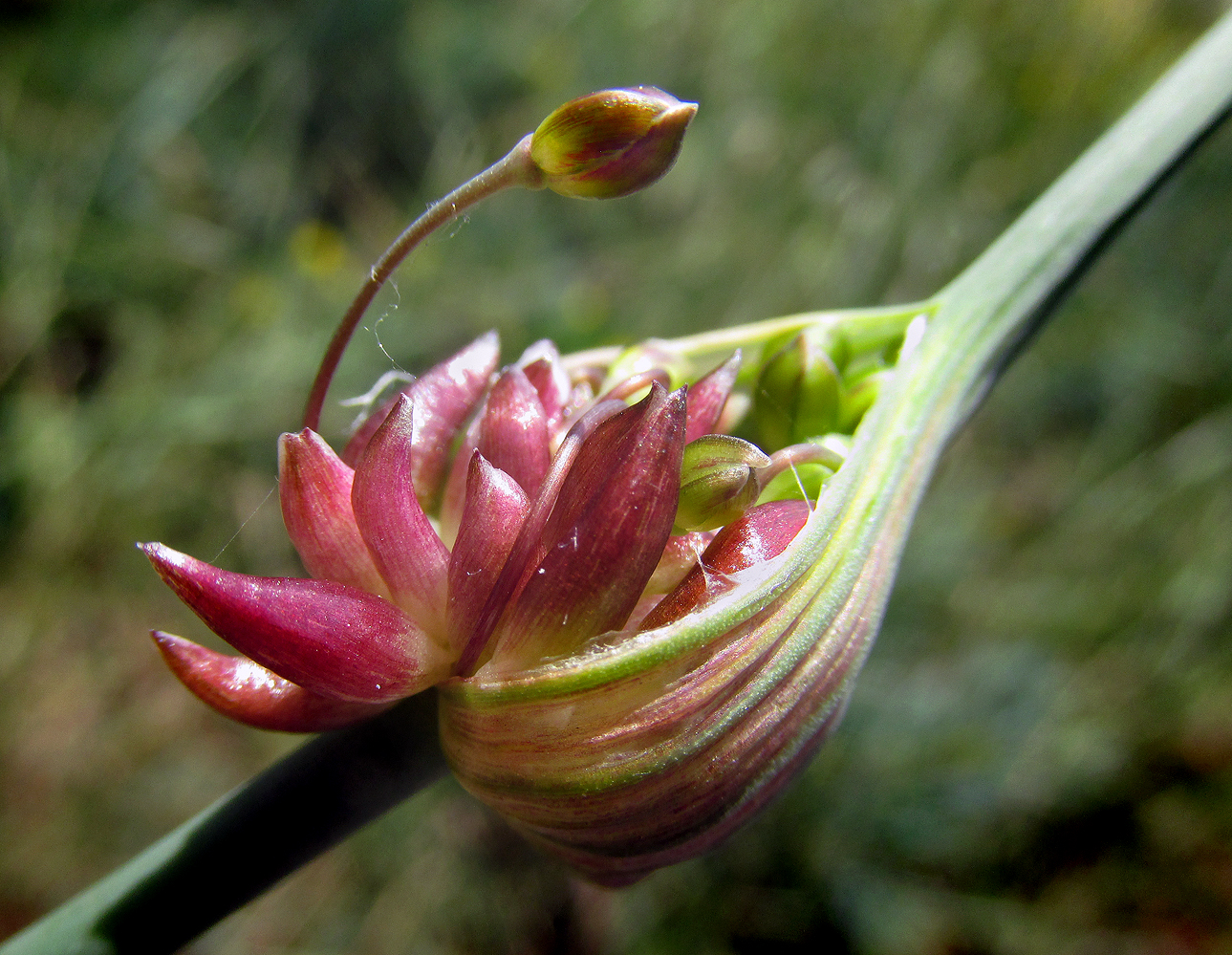
Ail des jardins.

Les feuilles sont linéaires engainant la moitié inférieure de la tige. La spathe qui entoure l'ombelle avant floraison s'ouvre en formant deux valves allongées.
Les fleurs en ombelle simple sont pédonculées, en cloche, blanchâtres rayées de vert ou de brun pourpre. Des bulbilles peuvent parfois totalement remplacer les fleurs dans l'ombelle.

## Caractéristiques
- Organes reproducteurs :
  - Type d'inflorescence : ombelle simple
  - répartition des sexes : hermaphrodite
  - Type de pollinisation : entomogame, autogame
  - Période de floraison : juillet à août
- Graine :
  - Type de fruit :  capsule
  - Mode de dissémination :  barochore

## Habitat et répartition
- Habitat type : pelouses basophiles médioeuropéennes, bords des chemins, haies
- Aire de répartition : eurasiatique tempéré

données d'après : Julve, Ph., 1998 ff. - Baseflor. Index botanique, écologique et chorologique de la flore de France. Version : 23 avril 2004. 

## Statuts de protection, menaces
L'espèce n'est pas considérée comme étant menacée en France. En 2021 elle est classée Espèce de préoccupation mineure (LC) par l'UICN.
Toutefois localement l'espèce peut se raréfier : elle est considérée Quasi menacée (NT), proche du seuil des espèces menacées ou qui pourrait être menacée si des mesures de conservation spécifiques n'étaient pas prises, dans la région Haute-Normandie ; elle est considérée Vulnérable (VU) en Haute-Normandie.